# Leucoptera genistae
Leucoptera genistae is een vlinder uit de familie sneeuwmotten (Lyonetiidae). De wetenschappelijke naam is voor het eerst geldig gepubliceerd in 1933 door M. Hering.
De soort komt voor in Europa.